# Tommy Flanagan (jazzpianist)
Thomas Lee Flanagan (Detroit, 16 maart 1930 – New York, 16 november 2001) was een Amerikaans jazzpianist.
Hij staat vooral bekend om zijn lange samenwerking met jazzzangeres Ella Fitzgerald.
Ook speelde hij op een aantal legendarische platen zoals John Coltranes Giant Steps en Saxophone Colussus van Sonny Rollins.

## The Tommy Flanagan Trio
Het Tommy Flanagan Trio bestond uit Flanagan zelf, bassist Wilbur Little en de legendarische drummer Elvin Jones.
In 1957 werd hun eerste album uitgegeven: Tommy Flanagan Trio Overseas.
Later begeleidde Flanagans trio Ella Fitzgerald vaak bij haar optredens. Ook gingen ze samen de studio in.
Vanaf 1975 ging Flanagan vooral albums uitbrengen als leader.
Hij vormde een nieuw trio met Tal Farlow en Red Mitchell.

## Invloed
Hoewel Flanagan nooit zo bekend is geworden en niet bekendstond als een vernieuwer, wordt hij toch gezien als een belangrijk pianist die veel anderen beïnvloed heeft.
Zijn stijl wordt vooral omschreven als zeer muzikaal en bevatte alle jazzingrediënten: swing, blues, harmonische verfijning.
Flanagan werd vier keer genomineerd voor Grammy's, twee keer voor beste jazzoptreden als groep en twee keer als solist.
Flanagan overleed aan een aneurysma op 16 november 2001 in New York.

## Discografie (selectie)
Als begeleider:
- Collectors Items (Miles Davis)(1956)
- Saxophone Colussus (Sonny Rollins)(1956)
- The Cats (met John Coltrane en Kenny Burrell)(1957)
- Giant Steps (John Coltrane)(1959)
- Night Hawk (Coleman Hawkins)(1960)

Als leider:
- Overseas (1957)
- Confirmation (1977)
- Speak Low (1981)
- Sunset and The Mockingbird (1997)

Voor een uitgebreid overzicht van Flanagan's werk, zie het artikel Discografie van Tommy Flanagan.